# Zorakan
Zorakan (en arménien Զսրական ; anciennement Verin Kerplu) est une communauté rurale du marz de Tavush, en Arménie. Elle compte 1 044 habitants en 2008.